# Carl Sutter

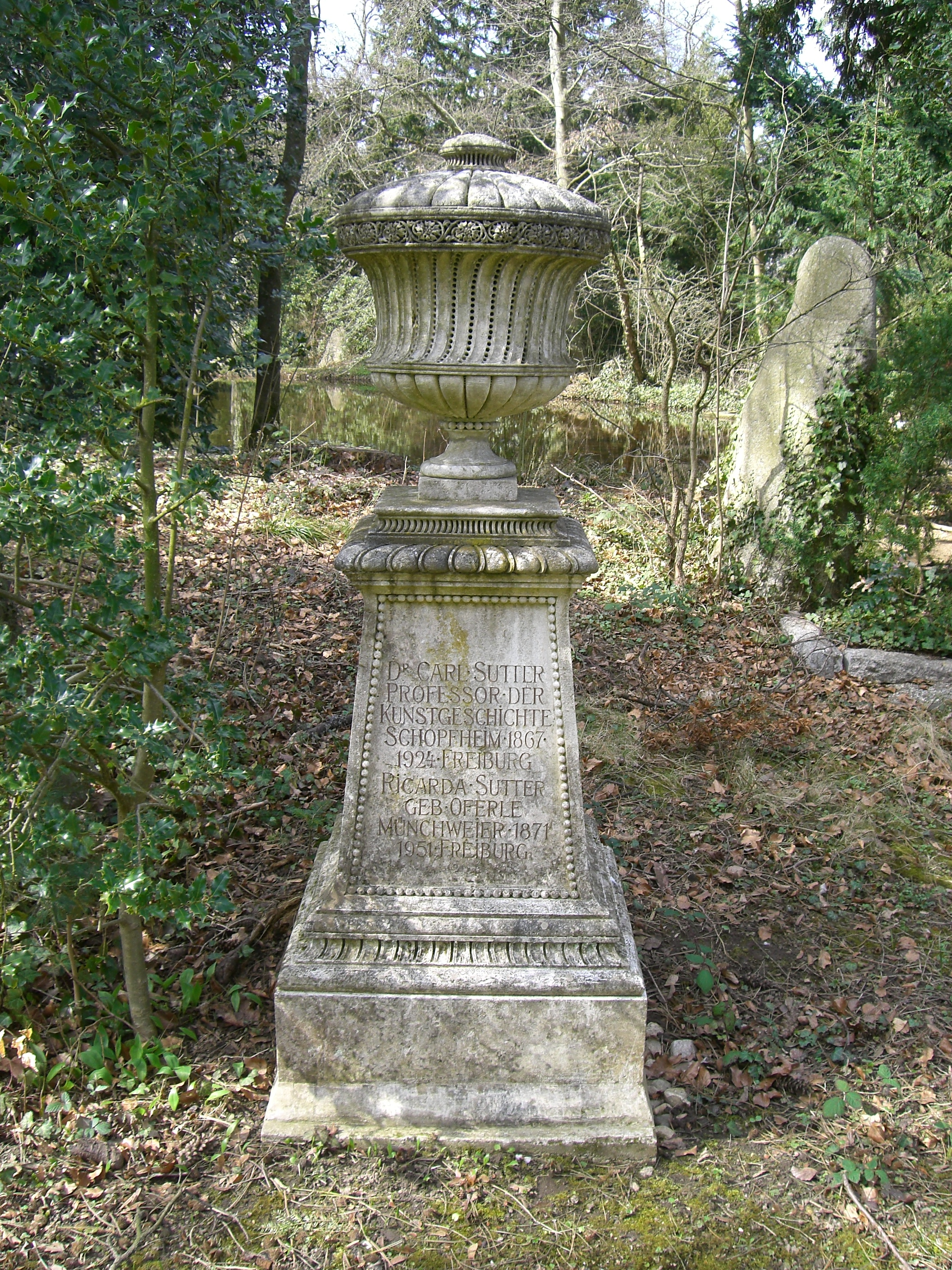
Grab auf dem Freiburger Hauptfriedhof

Carl Sutter (* 15. April 1867 in Schopfheim; † 14. September 1924 in Freiburg im Breisgau) war ein deutscher Historiker und Kunsthistoriker.
Er wurde 1890 an der Universität Heidelberg promoviert, 1893 erfolgte seine Habilitation an der Universität Freiburg, wo er zum Privatdozenten ernannt wurde. Ab 1898 war er außerordentlicher Professor an der Universität Freiburg. Obwohl Professor für mittelalterliche Geschichte, hielt er überwiegend Veranstaltungen zur Kunstgeschichte ab.

## Veröffentlichungen (Auswahl)
- Johann von Vicenza und die italienische Friedensbewegung im Jahre 1233. Wagner, Freiburg i Br. 1891 (Dissertation).
- Aus Leben und Schriften des Magisters Boncompagno. Ein Beitrag zur italienischen Kulturgeschichte im dreizehnten Jahrhundert. Mohr, Freiburg i. Br. 1894 (Habilitationsschrift, Digitalisat).
- Eine französische Provinzialschule im XVIII. Jahrhundert. Kunst und Künstler von Dijon. Trömer, Freiburg i. Br. 1904.